# Mamula
Pour les articles homonymes, voir Mamula (homonymie).
Mamula ou Lastavica est une petite île monténégrine inhabitée de la mer Adriatique. Elle est située entre les péninsules de Prevlaka en Croatie et de Luštica au Monténégro, à l'entrée des Bouches de Kotor.

## Géographie
L'ile a une superficie d'environ 3,2 ha pour un diamètre approximatif de 200 m.

## Histoire
Lors de la période vénitienne, l'ile portait le nom de Rondina. Il existe un fort sur l'île, celui-ci construit au XIXe siècle occupe 90 % de la superficie. Lors de la Seconde Guerre mondiale, il a été utilisé à partir de 1942 par les forces italiennes comme camp de concentration. Un projet de transformation en complexe touristique existe depuis 2015.